# Єзекія (бек-мелех)
Єзекія I (пом. 810/815) — 3-й мелех — володар Хозарської держави у 809—810/815 роках.

## Життєпис
Походив з роду беків Буланідів. Син Обадії, бек-мелеха (на кшталт царя, володаря) Хозарського каганату. Ймовірно, у 785 році став своєрідним співволодарем батька. У 790-х роках разом з Обадією боровся з опозиційною знаттю, що належала до християнства, ісламу, поганства. Водночас вимушений був протистояти інтригам в своїй родині, оскільки Обадія змінив правило спадкоємництва: від раніше прийнятого брат-брат, до батько-син. Можливо саме Єзекія очолив у 797 році війська, що захопили Дербентський емірат.
Приблизно 809 року змінив при владі батька. Продовжив політику з поширення юдаїзму. Але становище Єзекії I було непевним. Протистояння з християнами й мусульманами з числа кабарів (кочових аристократів) в каганаті збереглося. Це викликало також напруження з Візантійською імперією та Багдадським халіфатом. Скориставшись непевною ситуацію в каганаті, незалежність здобуло Київське князівство, очільник якого Бравлин здійснив походи до Кубані й Криму.
Між 810 та 815 роками бек-мелех Єзекія I загинув. Трон перейшов до його сина Манасії I.